# Giacomo Armò
Giacomo Armò (Palermo, 29 settembre 1830 – Palermo, 9 giugno 1909) è stato un politico e magistrato italiano.

## Biografia
Laureato in giurisprudenza, fu avvocato e magistrato. Ottenne l'incarico di primo presidente della Corte di cassazione di Palermo dal 1893 al 1896. Fu anche consigliere comunale di Palermo.
Fu nominato senatore del Regno d'Italia nel 1890.
Fu Ministro di Grazia e Giustizia e Culti del Regno d'Italia nel Governo Giolitti I brevemente nel 1893. Da una lettera in possesso dei suoi discendenti si evince che fu l'autore dei versi dell'epigrafe che adorna il Teatro Massimo Vittorio Emanuele di Palermo.